# Päpstliches Kolleg
Ein Päpstliches Kolleg (lat.: Pontificium collegium, it.: Pontificio collegio) ist eine, von einem Papst gegründete oder initiierte, akademische Studieneinrichtung für Priester der römisch-katholischen Kirche. Die Bildungseinrichtungen werden von der römischen Kurie (Dikasterium für die Kultur und die Bildung) beaufsichtigt und sind meist in Rom oder im Vatikan beheimatet. Neben der Lehranstalt ist einigen Kollegs ein Priesterseminar und eine Unterkunft angeschlossen.

Wappen des Vatikans

## Gründungsgedanke
Die Gründung von Einrichtungen zur Aus- und Weiterbildung von Priestern geht auf das „Dekret über das Sakrament der Priesterweihe“ (Konzil von Trient) zurück, hiernach sollte es in jeder Diözese mindestens ein Priesterseminar geben. Diese Forderung ließ sich aber nicht in allen Bistümern der katholischen Kirche verwirklichen.

## Gründungen
Papst Gregor XIII. (1572–1585) förderte deshalb die in Rom vorhandenen Seminare, hierzu gehörten die ehrwürdigen Kollegien:
- Almum Collegium Capranicense[1] (1457 von Kardinal Domenico Capranica gegründet);
- Collegium Romanum (1551 von Ignatius von Loyola gegründet);
- Pontificium Collegium Germanicum (1552 von Papst Julius III. gegründet), welches 1580 von Gregor XIII. um das Pontificium Collegium Hungaricum erweitert wurde;
- Seminario Romano für das Bistum Rom.

Darüber hinaus rief Gregor XIII. neue Kollegs ins Leben, dieses waren:
- 1576 das Päpstliche Griechische Kolleg vom Hl. Athanasius[2] (von Giulio Antonio Santorio gegründet);
- 1579 das Päpstliche Englische Kolleg[3]
- und 1584 das Päpstliche Maronitische Kolleg[4], welches 1891 von Papst Leo XIII. als Päpstliches Kolleg bestätigt wurde.
- Für die philosophische und theologische Ausbildung von Alumnen aus verschiedenen Ländern bestimmte er das bestehende Seminaro Romano, welches heute als Päpstliche Universität Gregoriana bekannt ist.

Papst Urban VIII. gründete 1627 das Pontificium Collegium Urbano de Propaganda Fide mit einer eigenen philosophisch-theologischen Hochschule für Priester aus den Missionsländern, hieraus entstand die heutige Päpstliche Universität Urbaniana und 1628 wurde das Päpstliche Irische Kolleg gegründet. Bereits 1600 wurde das Päpstliche Schottische Kolleg gegründet.

### 19. Jahrhundert
Im 19. Jahrhundert wurde die Gründung neuer Kollegs und Seminare fortgesetzt, so entstand 1844 unter Papst Gregor XVI. das Päpstliche Belgische Kolleg.
Während seines Pontifikats gründete Papst Pius IX. 1852 das Päpstliche Beda-Kolleg; 1853 das Päpstliche Französische Priesterseminar, welches 1909 von Papst Leo XIII. zum “Päpstlichen Seminar” ernannt wurde; 1858 das Päpstliche Lateinamerikanische Kolleg; 1859 das Päpstliche Deutsche Kolleg der Hl. Maria von Anima; 1859 das  Päpstliche Nordamerika-Kolleg; 1863 das Päpstliche Kroatische Kollegium vom Heiligen Hieronymus, deren Ernennung zum „Päpstlichen Kolleg“ 1901 von Papst Leo XIII. erneuert wurde; 1866 das Päpstliche Polnische Kolleg; 1876 das Päpstliche Deutsche Kolleg im Campo Santo, welches 2010 durch Papst Benedikt XVI. zum “Päpstlichen Kolleg” ernannt wurde.
Papst Leo XIII. genehmigte 1883 das  Päpstliche Armenische Kolleg; 1884 das  Päpstliche Kolleg vom Hl. Nepomuk; 1887 das Päpstliche Kanadische Kolleg; 1887 promulgierte er für den Benediktinerorden das Päpstliche Athenaeum Sant’Anselmo; 1892 das Päpstliche Spanische Kolleg St. Joseph; ebenfalls 1892 genehmigt er das einzige Päpstliche Kolleg außerhalb Roms, es ist das Pontifical College Josephinum in den  USA; 1897 das Päpstliche Ukrainische Kolleg St. Josaphat und 1901 das Päpstliche Portugiesisches Kolleg.

### 20. Jahrhundert
Im 20. Jahrhundert folgte 1919 unter Papst Benedikt XV. die Gründung des Päpstlichen Äthiopischen Kolleg. Unter Papst Pius XI. wurde 1929 das Päpstliche Russische Kolleg eröffnet und 1934 die Gründung des Päpstliche Brasilianische Pius-Kolleg. Und letztlich 1961 unter Papst Johannes XXIII. das Päpstliche Philippinische Kolleg.

### 21. Jahrhundert
Papst Johannes Paul II. eröffnete 2001 das Päpstliche Koreanische Kolleg und im Jahr 2003 wurde das Päpstliche Kolleg St. Ephräm eröffnet. Im März 2010 erhob Papst Benedikt XVI. das Priesterkolleg  Collegio Teutonico di Santa Maria in Campo Santo mit der Apostolischen Konstitution Perantiquis iam temporibus in den Stand eines päpstlichen Kolleg.